# David M. Raup
David M. Raup (24 avril 1933 - 9 juillet 2015) est un paléontologue américain de l'Université de Chicago. Raup étudia les fossiles et la diversité de la vie sur Terre. Il a contribué à la connaissance des extinctions massives avec son collègue Jack Sepkoski. Ils ont suggéré que l'extinction des dinosaures, il y a 66 Ma (millions d'années), pouvait faire partie d'un cycle d'extinctions de masse survenant tous les 26 millions d'années.

## Biographie

### Jeunesse
Né le 24 avril 1933, et il grandit à Boston. Son intérêt pour l'étude des fossiles a commencé tardivement. Il était plutôt concentré sur des activités de loisirs, telles que le ski et le camping. Son premier mentor a été John Clark, un paléontologue des vertébrés et sédimentologue à l'Université de Chicago.

### Carrière
Raup a commencé sa carrière universitaire à l'université de Colby dans le Maine, avant d'aller deux ans plus tard, à l'Université de Chicago, où il a obtenu son Baccalauréat ès Sciences. À partir de là, il a fréquenté l'université d'Harvard pour ses études supérieures, où il s'est spécialisé dans la géologie tout en mettant l'accent sur la paléontologie et la biologie ; il y a obtenu sa maîtrise et son Doctorat. 
Raup a également enseigné à Caltech, à l'université Johns Hopkins et à l'Université de Rochester. Il a été conservateur et Doyen de la faculté des Sciences au Field Museum of Natural History de Chicago, ainsi que professeur invité en Allemagne, à Tübingen, et aussi à la faculté de l'université des Îles Vierges. En 1994, il a pris sa retraite sur l'île Washington au nord du Lac Michigan. Avant sa mort, il a aidé l'Institut de Santa Fe à développer des méthodes et des approches pour traiter l'évolution de l'exploration de morphospace. Il est décédé le 9 juillet 2015 d'une pneumonie.
L'astéroïde 9165 Raup a été nommé en son honneur.

## Publications
- (en) David Raup et Steven M. Stanley, Principles of Paleontology : Second Edition, New York, 2, 1978, 481 p. (ISBN 0-7167-0022-0)
- David Raup, Report of the Dahlem Workshop on Patterns and Processes in the History of Life, 16–21 June 1985, Berlin, Springer Verlag, 1986 (ISBN 0-387-15965-7), « Patterns and Processes in the History of Life »
- David Raup, Extinction : Bad Genes or Bad Luck?, 1992, 210 p. (ISBN 0-393-30927-4)
- David 1999 Raup, The Nemesis Affair : A Story of the Death of Dinosaurs and the Ways of Science, 1999, 228 p. (ISBN 978-0-393-31918-7 et 0-393-31918-0)

### Périodiques
- David M. Raup, « Computer as aid in describing form in gastropod shells », Science, vol. 138, no 3537,‎ 1962, p. 150–152 (PMID 17818401, DOI 10.1126/science.138.3537.150, Bibcode 1962Sci...138..150R)
- David M. Raup, « Geometric analysis of shell coiling: general problems », Journal of Paleontology, vol. 40,‎ 1966, p. 1178–1190
- David M. Raup, « Size of the Permo-Triassic Bottleneck and Its Evolutionary Implications », Science, vol. 206, no 4415,‎ 12 octobre 1979, p. 217–218 (PMID 17801788, DOI 10.1126/science.206.4415.217, Bibcode 1979Sci...206..217R)
- David M. Raup et J. John, Jr. Sepkoski, « Mass extinctions in the marine fossil record », Science, vol. 215, no 4539,‎ 19 mars 1982, p. 1501–3 (PMID 17788674, DOI 10.1126/science.215.4539.1501, Bibcode 1982Sci...215.1501R)
- David M. Raup et J. John, Jr. Sepkoski, « Periodicity of extinctions in the geologic past. », Proc. Natl. Acad. Sci. USA, vol. 81, no 3,‎ février 1984, p. 801–805 (PMID 6583680, PMCID 344925, DOI 10.1073/pnas.81.3.801, Bibcode 1984PNAS...81..801R, lire en ligne, consulté le 14 avril 2010)
- David M. Raup, « The Role of Extinction in Evolution », Proc. Natl. Acad. Sci. USA, vol. 91, no 15,‎ 1994, p. 6758–6763 (PMID 8041694, PMCID 44280, DOI 10.1073/pnas.91.15.6758, Bibcode 1994PNAS...91.6758R, lire en ligne, consulté le 14 avril 2010)